# Digama spilleri
Digama spilleri is een vlinder uit de familie spinneruilen (Erebidae). De wetenschappelijke naam is voor het eerst geldig gepubliceerd in 1908 door Bethune-Baker.
De soort komt voor in tropisch Afrika.